# Kamarád (časopis)
Kamarád byl raný časopis české homosexuální komunity vydávaný v éře prvorepublikového Československa v Brně v roce 1932. Iniciátorem jeho vzniku a šéfredaktorem se stal původem slovenský malíř a grafik Štefan L. Kostelníček.

## Historie
Kamarád poprvé vyšel 28. května 1932. Impulsem k jeho založení byl pro Kostelníčka v Brně plánovaný vědecký kongres Světové ligy pro sexuální reformu v listopadu 1932. Jen pár dní před vydáním prvního čísla přijel německý lékař a sexuolog Magnus Hirschfeld přednášet do Brna a den poté navštívil redakci Kamaráda.
Časopis měl být lokálním protějškem pražského LGBT magazínu Hlas sexuální menšiny, který poprvé vyšel v Praze v roce 1931. Kostelníček se v čísle výslovně zmínil o Hlasu a vyzval své čtenáře, aby odebírali Kamarád i Hlas, které charakterizoval jako „dva stejně smýšlející časopisy“. Kamarád byl zamýšlen jako čtrnáctideník a orgán sdružení, které vzniklo současně s prvním vydáním časopisu pod názvem Osvětové společenské a sociální sdružení sexuální menšiny. Kolik vydání Kamaráda vyšlo, není známo, dochovalo se pouze to první. Obsahoval mj. emancipační, organizační a agitační texty, beletrii, osobní inzeráty, inzeráty na brněnské obchody spřízněné s gay komunitou a také propagační text k prvnímu českému lesbickému románu Lídy Merlínové Vyhnanci lásky. Kromě českojazyčných textů se zde objevily i texty v němčině.
Časopis i spolek skončily svou činnost poté, co byl Kostelníček 22. července 1932 po udání ze strany partnera zatčen a odsouzen k nepodmíněnému ročnímu vězení těžkého žaláře za homosexualitu a zpronevěru. 